# Kathinka Zitz-Halein
Kathinka Zitz-Halein, dite Tina Halein, née le 4 novembre 1801 à Mayence, et morte le 8 mars 1877 à Mayence, est une femme de lettres allemande.

## Biographie
Katinka Halein est la fille d'Anton Viktor Felix Halein, un commerçant prospère dans le Kirschgarten de la vieille ville de Mayence. Sa famille a connu des difficultés financières pendant les guerres napoléoniennes. Elle a fait ses études dans les internats à Mayence et Strasbourg et a découvert son talent pour l'écriture. Son premier travail a été publié alors qu'elle avait seize ans.
Dans les années 1830, elle a traduit trois nouvelles de Victor Hugo.
Elle a épousé Franz Zitz (de), futur révolutionnaire de 1848, le 3 juin 1837. Ils vécurent ensemble deux ans.
Pendant la révolution allemande de 1848, elle a fondé et a été la première présidente de l'Humania, la plus grande association révolutionnaire féminine.
Elle a reçu, comme 33 autres membres de l'Association d'aide aux femmes de Mayence, la Croix Militaire Sanitaire de Hesse pour ses activités d'infirmière pendant la Guerre franco-allemande de 1870.
Elle est enterrée au cimetière principal de Mayence.
Arno Schmidt (1914-1979) en a fait un personnage important dans sa nouvelle Tina, ou de l'immortalité.